# Lautheitsberechnung
Die Lautheitsberechnung ist ein Verfahren zur rechnerischen Ermittlung der psychoakustisch empfundenen Lautheit.
Die Berechnung der Lautstärke bzw. des Lautstärkepegels eines Schalls aus seinen objektiv messbaren Daten wie Schallpegel, Spektrum, Zeitfunktion ist ein aufwändiges Verfahren, weil viele Eigenschaften des menschlichen Gehörs berücksichtigt werden müssen. 
Das Ergebnis wird bei einfachen Verfahren nur in seltenen Fällen exakt mit dem Mittelwert der subjektiv gefundenen Ergebnisse übereinstimmen. Für zwei etwas komplexere, im Folgenden kurz beschriebene Berechnungsverfahren lässt sich jedoch eine Genauigkeit erreichen, die derjenigen der subjektiven Messungen entspricht. Beide Verfahren sind für gleichförmige, quasistationäre Schalle standardisiert.
- Das Verfahren nach Stanley Smith Stevens wird meistens angewendet, wenn Oktavfilter als Spektralanalysatoren benutzt werden (Einzelwerte: Oktavpegel). Es wird versucht, die gegenseitige Beeinflussung der Teillautheiten mit Hilfe einer Formel und mit Hilfsdiagrammen zu bestimmen.
- Das Verfahren nach Eberhard Zwicker benutzt Terzfilter als Näherung für die Frequenzgruppen  (Einzelwerte: Terzpegel). Danach wird mit 10 Schablonen gearbeitet, die für bestimmte Terzpegelbereiche bzw. für die Schallfeldformen eben oder diffus gelten. In diese Schablonen werden die gemessenen Terzpegel eingetragen und graphisch weiterverarbeitet unter Anwendung des Grundsatzes, dass Teilflächen Teillautheiten und die Gesamtfläche der Gesamtlautheit entsprechen. Auf diese Weise entsteht ein für den Anwender anschauliches Bild. Wahlweise übernimmt ein Rechenprogramm die graphische Auswertung, was die Anwendung des Verfahrens weiter vereinfacht.

Mit beiden Verfahren wird zunächst die Lautheit des Schalls als diejenige Maßzahl bestimmt, die der Empfindungsstärke proportional ist. Aus der Lautheit wird anschließend über den in DIN 45631 (siehe Literatur) festgelegten Zusammenhang der zugehörige Lautstärkepegel gewonnen.
Schallpegelmesser messen im Gegensatz dazu nur den physikalischen Pegel eines Schalles, der durch Bewertungsfilter frequenzabhängig gewichtet werden kann. Es sind auch Messgeräte erhältlich, die zusätzlich die Lautheitsberechnung nach Zwicker durchführen können.